# 大沢基休
大沢 基休（おおさわ もとやす）は、江戸時代後期の高家旗本。通称は孝之助、右膳。官位は従四位上・侍従、修理大夫。

## 略歴
大沢基季の三男として誕生した。
文化6年（1809年）6月3日、実兄・基隆の死去により、末期養子として家督を相続する。文化11年（1814年）11月14日、高家職に就き、従五位下・侍従・修理大夫に叙任する。後に従四位下、次いで従四位上に昇進する。文政13年（1830年）3月7日、高家を解任、差控を命じられる。
天保14年（1843年）10月24日、死去。